# Hearthstone
Hearthstone (ранее известная как Hearthstone: Heroes of Warcraft) — коллекционная карточная онлайн-игра по мотивам вселенной Warcraft, разработанная компанией Blizzard Entertainment и распространяемая по модели free-to-play. Игра была выпущена для персональных компьютеров 11 марта 2014 года. Позже она была портирована на платформы iOS и Android. Ведущими геймдизайнерами выступили Эрик Доддс и Бен Броуд.
Как и в других коллекционных карточных играх, главной целью игрока в Hearthstone является сбор собственной карточной коллекции, которая пополняется путём покупок комплектов карт или получения их в качестве награды. Матчи между игроками сводятся к разыгрыванию карт с задачей первым свести очки здоровья оппонента к нулю. Выпуск новых карт проводится в виде крупных дополнений. Также раньше выпуск новых карт осуществлялся посредством загружаемого однопользовательского режима «Приключений». Каждое новое дополнение основывается на части или отдельной локации вселенной Warcraft.
Игра получила в целом положительные отзывы критиков, высоко оценивших простоту правил игры, сеттинг мира Warcraft, аудиовизуальную проработку и вариативность игрового процесса, что должно было обеспечить приток новых игроков в жанр коллекционных карточных игр. Hearthstone: Heroes of Warcraft неоднократно награждалась премиями в различных номинациях по итогам 2014 года, в их числе «лучшая мобильная игра», «лучшая стратегическая игра», «лучшая многопользовательская онлайн-игра». Также игра является одной из ведущих киберспортивных дисциплин в своём жанре.

## Игровой процесс
| Системные требования | Системные требования | Системные требования                                                            |
| -------------------- | --- | ------------------------------------------------------------------------------- |
|                      | Минимальные | Рекомендуемые                                                                   |
| Android              | |                                                                                 |
| ЦПУ                  | 1.5 ГГц или лучше | 1.5 ГГц или лучше                                                               |
| Объём ОЗУ            | 2 Гб RAM 4 Гб свободного места во внутренней памяти или 1 Гб свободного места во внутренней памяти и 4 Гб свободного места во внешней памяти | 2 Гб RAM 5 Гб свободного места во внутренней памяти                             |
| iOS                  | |                                                                                 |
| ОС                   | iOS 10.0 или более новая | iOS 10.0 или более новая                                                        |
| Mac                  | |                                                                                 |
| ОС                   | Mac OS X 10.12 | Mac OS X 10.13                                                                  |
| ЦПУ                  | Intel Core 2 Duo | Intel Core i3 или лучше                                                         |
| Объём ОЗУ            | 2 Гб RAM | 4 Гб RAM                                                                        |
| Место на диске       | 3 Гб и выше | 3 Гб и выше                                                                     |
| Видеокарта           | NVIDIA GeForce 8600M GT или ATI Radeon HD 2600 Pro                                                                                           | NVIDIA GeForce GT 650M или Radeon HD 5670 или лучше                             |
| Сеть                 | широкополосное соединение с интернетом | широкополосное соединение с интернетом                                          |
| Windows              | |                                                                                 |
| ОС                   | Windows 7 / Windows 8 / Windows 10 | Windows 7 / Windows 8 / Windows 10 64-bit                                       |
| ЦПУ                  | Intel Pentium D или AMD Athlon 64 X2 | Intel Core 2 Duo E6600 (2.4 ГГц) или AMD Athlon 64 X2 5000+ (2.6 ГГц) или лучше |
| Объём ОЗУ            | 3 Гб RAM | 4 Гб RAM                                                                        |
| Место на диске       | 3 Гб и выше | 3 Гб и выше                                                                     |
| Видеокарта           | NVIDIA GeForce 8600 GT или ATI Radeon HD 2600XT                                                                                              | NVIDIA GeForce 8800 GT (512 Мб) или ATI Radeon HD 4850 (512 Мб) или лучше       |
| Сеть                 | широкополосное соединение с интернетом | широкополосное соединение с интернетом                                          |

Hearthstone: Heroes of Warcraft представляет собой коллекционную карточную онлайн-игру, основанную на пошаговой системе передачи ходов между оппонентами в течение матча с использованием предварительно подготовленных колод карт. В игре доступны несколько игровых режимов, отличающихся правилами проведения матчей или использования колод. Как и в других играх этого жанра, в Hearthstone имеется стратегическая составляющая, проявляющаяся в тактике предматчевого сбора колод и рационального использования карт в течение матча, с элементом случайности, состоящем в порядке вытягивания карт из колоды и эффектах отдельных карт. Каждый новый игрок после режима «Обучения» получает возможность бесплатно собрать базовый набор карт. В дальнейшем можно получить дополнительные наборы карт путём приобретения за игровую валюту или за реальные деньги по системе микротранзакций (при этом приобретаются комплекты случайных карт выбранного игроком дополнения).
Hearthstone не имеет общей сюжетной составляющей, и весь игровой процесс представлен матчами между двумя игроками в различных игровых режимах. Перед началом матча игрок собирает колоду из 30 карт и приступает к поиску противника в определённом режиме игры. После нахождения оппонента системой матчмейкинга между игроками случайным образом определяется право первого хода, и каждый из игроков вытягивает, в зависимости от очерёдности, по 3 или 4 карты из своей колоды. Предложенные карты игрок может в течение отведённого времени сменить на произвольные другие, содержащиеся в его колоде. Каждая карта в игре обладает стоимостью, измеряемой в затрачиваемых на её использование «кристаллах маны» (англ. Mana crystals). Игроку, ходящему вторым, предоставляется карта «Монетка», дающая на один ход дополнительный кристалл маны.
Игра начинается с одним кристаллом маны у каждого из игроков, количество которых увеличивается на один кристалл на следующий ход вплоть до 10 кристаллов (то есть на второй ход у игрока имеется 2 кристалла маны, на четвёртый — 4 и т. д.), причём использованные в предыдущий ход кристаллы полностью восполняются. Число карт, которые можно сыграть за один игровой ход, ограничено только суммарной стоимостью по кристаллам маны и максимальным временем хода (90 секунд). Оба игрока представлены на игровом поле героями выбранных игровых классов, имеющими изначально по 30 единиц здоровья и обладающими уникальными для каждого из классов «силами героя» (англ. Hero power), использование которых стоит два кристалла маны (например, класс «Охотник» обладает способностью «Верный выстрел», наносящей две единицы урона герою противника). Каждый ход игрок вытягивает из колоды по одной карте. Единовременно в руке игрока не может находиться более десяти карт — каждая следующая вытянутая карта при полной руке уничтожается. Игрок может разыгрывать карты только в свой ход, но эффекты отдельных карт воспроизводятся вне зависимости от очерёдности ходов оппонентов. При исчерпании всех карт игрок начинает вытягивать «карты усталости» (англ. Fatigue cards), наносящие урон здоровью его героя, увеличивающийся при вытягивании новой карты в арифметической прогрессии. Цель игры состоит в уничтожении при помощи собственных карт героя противника (то есть доведении его очков здоровья до нуля). Среднее время одного матча составляет от 10 до 15 минут.

### Карты

Легендарная нейтральная карта Hearthstone «Кел’Тузад».

Бриллиантовая легендарная нейтральная карта Hearthstone «Мастер клинка Самуро».

Все карты в Hearthstone делятся на пять основных групп по эффекту от их розыгрыша: карты существ, оружия, заклинаний, героев и областей. При розыгрыше карты существа на стол призывается существо, обладающее показателями атаки и здоровья, указанными в нижней части карты. Некоторые существа также обладают дополнительными эффектами, указанными в тексте к каждой из карт. Сами эффекты также делятся на две группы: способности, воспроизводящиеся при условии, и постоянные способности. К способностям с условием относятся «боевой клич» (то есть указанный на карте существа эффект срабатывает при розыгрыше карты), «предсмертный хрип» (срабатывает при гибели существа на столе), «воодушевление» (срабатывает при использовании игроком силы героя) и т. д.. Постоянные эффекты проявляются непосредственно при появлении существа на игровом поле (в том числе в случае без розыгрыша карты) и продолжают действовать до гибели существа. К постоянным эффектам относятся «неистовство ветра» (существо может атаковать дважды за один ход), «маскировка» (существо не может быть атаковано другим существом или быть целью направленного заклинания до того момента, пока само не нанесёт урон) и т. д.. При условии исчерпания очков здоровья существом оно считается погибшим и исчезает с игрового поля. В ход розыгрыша существо не может атаковать, за исключением существ с постоянными эффектами «рывок» или «натиск». Единовременно на игровом поле не может находиться более 7 существ, принадлежащих одному игроку. При полном заполнении игрового поля игрок теряет возможность розыгрыша карт существ до момента гибели одного из уже находящихся на столе.
При розыгрыше карты оружия герой снаряжается оружием, обладающим показателями урона и прочности, определяющей число применений оружия. Герой, кроме специально оговорённых случаев, не может атаковать более одного раза за ход. С помощью оружия герой может атаковать как вражеского героя, так и его существ, получая урон (то есть аналогично атаке существ). Оружие может быть уничтожено без использования всех очков прочности при розыгрыше другой карты оружия. С выходом дополнения «Кобольды и Катакомбы» картами оружия стали обладать все представленные в игре классы.
Карты заклинаний подразделяются на заклинания с незамедлительным эффектом (например, нанесение трёх единиц урона) и секреты, срабатывающие при определённых условиях в другой ход (в основном, в ход противника). Заклинаниями-секретами обладают только классы Маг, Охотник, Паладин и Разбойник. Эффекты заклинаний и секретов чрезвычайно многообразны и варьируют от наделения существ определённым постоянным эффектом (например, «неистовством ветра») до направленного урона и призыва случайных существ с определёнными характеристиками. Кроме того, карты по принадлежности разделяют на классовые и нейтральные. Классовые карты могут быть включены только в колоды определённых игровых классов, в то время как нейтральные — в любую колоду. Классовая принадлежность карты указана цветом её окантовки и соответствует цвету своего игрового класса.
В августе 2017 года в дополнении «Рыцари Ледяного Трона» были добавлены карты, позволющие осуществить переход классового героя в форму рыцаря смерти, сопровождаемый различными эффектами заклинаний и изменением силы героя. Данные о принадлежности этой группы карт к принятой ранее классификации отсутствуют в официальных игровых источниках Blizzard Entertainment.
В дополнении «Убийство в замке Нафрия» в августе 2022 года был представлен новый тип карт — области. Область — это объект, занимающий одно место на столе игрока и имеющий две характеристики — стоимость в кристаллах маны и прочность, а также уникальную способность. Область разыгрывается один раз, и её способность можно использовать без дополнительной затраты маны на ходу её владельца, один раз за ход. После одного использования способности, в следующий раз активировать способность можно только через один ход. Способность области впервые можно активировать как на ходу розыгрыша, так и на последующих ходах. Область имеет возможность выбирать целью существо, обладающее свойством «Не может быть целью заклинаний или силы героя». На столе игрока может одновременно находиться несколько областей, включая одинаковые. Область не обладает характеристиками атаки и здоровья и не может быть целью для уничтожения существами или заклинаниями, за исключением карт, специально предназначенных для уничтожения области оппонента (например, карта «Подрывник-реноватор»). По этому поведению область похожа на существо в спячке. Карты массового уничтожения существ также не уничтожают области.
Все карты, кроме базовых, обладают определённой «редкостью» (англ. Rarity), выражающейся в стоимости создания карты и частоты её выпадения в комплектах. Выделяют обычные, редкие, эпические и легендарные карты, причём все карты, кроме легендарных, могут быть помещены в колоду по две штуки, тогда как легендарная — лишь в единственном экземпляре. Редкость карты определяется по цвету кристалла, расположенного в центре любой из небазовых карт. Игрок может превратить лишние карты в «магическую пыль» (англ. Arcane dust), являющуюся материалом для создания других карт. Количество магической пыли, получаемой с распыления одной карты определённой редкости, гораздо меньше количества пыли, необходимого для создания новой карты той же редкости. Кроме стандартных, в игре также присутствуют «золотые карты», снабжённые эффектами анимации и золотой окантовкой — для их создания нужно больше пыли, чем для создания обыкновенных карт, а также, в дополнении «Закалённые Степями» были введены «бриллиантовые карты», снабжённые расширенной 3D анимацией, изображением большего размера и бриллиантовой окантовкой.
Комплекты карт внутри игры подразделяются в зависимости от дополнения и содержат только карты, вышедшие в дополнении, указанном в заглавии комплекта. Карты, получаемые игроком в качестве награды за прохождение режима «Приключения», не могут быть созданы или получены из комплектов до вывода этих карт из стандартного режима рейтинговой игры. Возможность обмена карт между игроками отсутствует.
| Комплекты карт в Hearthstone                                | Комплекты карт в Hearthstone | Комплекты карт в Hearthstone | Комплекты карт в Hearthstone                        | Комплекты карт в Hearthstone | Комплекты карт в Hearthstone | Комплекты карт в Hearthstone | Комплекты карт в Hearthstone | Комплекты карт в Hearthstone |
| ----------------------------------------------------------- | ---------------------------- | ---------------------------- | --------------------------------------------------- | ---------------------------- | ---------------------------- | ---------------------------- | ---------------------------- | ---------------------------- |
| Загружаемый контент                                         | Тип                          | Дата введения                | Дата вывода из стандартного режима рейтинговой игры | Число карт                   | Число карт                   | Число карт                   | Число карт                   | Число карт                   |
| Загружаемый контент                                         | Тип                          | Дата введения                | Дата вывода из стандартного режима рейтинговой игры | О                            | Р                            | Э                            | Л                            | Всего                        |
| Проклятие Наксрамаса (англ. Curse of Naxxramas)             | Приключение                  | 22 июля 2014                 | 27 апреля 2016                                      | 18                           | 4                            | 2                            | 6                            | 30                           |
| Гоблины и гномы (англ. Goblins vs. Gnomes)                  | Дополнение                   | 8 декабря 2014               | 27 апреля 2016                                      | 40                           | 37                           | 26                           | 20                           | 123                          |
| Чёрная гора (англ. Blackrock Mountain)                      | Приключение                  | 2 апреля 2015                | 6 апреля 2017                                       | 15                           | 11                           | 0                            | 5                            | 31                           |
| Большой турнир (англ. The Grand Tournament)                 | Дополнение                   | 24 августа 2015              | 6 апреля 2017                                       | 49                           | 36                           | 27                           | 20                           | 132                          |
| Лига исследователей (англ. League of Explorers)             | Приключение                  | 12 ноября 2015               | 6 апреля 2017                                       | 25                           | 13                           | 2                            | 5                            | 45                           |
| Пробуждение древних богов (англ. Whispers of the Old Gods)  | Дополнение                   | 27 апреля 2016               | 12 апреля 2018                                      | 50                           | 36                           | 27                           | 21                           | 134                          |
| Вечеринка в Каражане (англ. One Night in Karazhan)          | Приключение                  | 11 августа 2016              | 12 апреля 2018                                      | 27                           | 12                           | 1                            | 5                            | 45                           |
| Злачный город Прибамбасск (англ. Mean Streets of Gadgetzan) | Дополнение                   | 1 декабря 2016               | 12 апреля 2018                                      | 49                           | 36                           | 27                           | 20                           | 132                          |
| Экспедиция в Ун’Горо (англ. Journey to Un’Goro)             | Дополнение                   | 6 апреля 2017                | 9 апреля 2019                                       | 49                           | 36                           | 27                           | 23                           | 135                          |
| Рыцари Ледяного Трона (англ. Knights of the Frozen Throne)  | Дополнение                   | 10 августа 2017              | 9 апреля 2019                                       | 49                           | 36                           | 27                           | 23                           | 135                          |
| Кобольды и Катакомбы (англ. Kobolds & Catacombs)            | Дополнение                   | 8 декабря 2017               | 9 апреля 2019                                       | 49                           | 36                           | 27                           | 23                           | 135                          |
| Ведьмин лес (англ. The Witchwood)                           | Дополнение                   | 12 апреля 2018               | 7 апреля 2020                                       | 49                           | 36                           | 27                           | 23                           | 135                          |
| Проект Бумного дня (англ. The Boomsday Project)             | Дополнение                   | 7 августа 2018               | 7 апреля 2020                                       | 49                           | 36                           | 27                           | 24                           | 136                          |
| Растахановы игрища (англ. Rastakhan’s Rumble)               | Дополнение                   | 4 декабря 2018               | 7 апреля 2020                                       | 49                           | 36                           | 27                           | 23                           | 135                          |
| Возмездие теней (англ. Rise of Shadows)                     | Дополнение                   | 9 апреля 2019                | 30 марта 2021                                       | 49                           | 37                           | 26                           | 24                           | 136                          |
| Спасители Ульдума (англ. Saviors of Uldum)                  | Дополнение                   | 6 августа 2019               | 30 марта 2021                                       | 49                           | 36                           | 27                           | 23                           | 135                          |
| Натиск драконов (англ. Descent of Dragons)                  | Дополнение                   | 10 декабря 2019              | 30 марта 2021                                       | 49                           | 36                           | 27                           | 28                           | 140                          |
| Пробуждение Галакронда (англ. Galakrond's Awakening)        | Приключение                  | 21 января 2020               | 30 марта 2021                                       | 15                           | 12                           | 4                            | 4                            | 35                           |
| Руины Запределья (англ. Ashes of Outland)                   | Дополнение                   | 7 апреля 2020                | Будет выведен в 2022 году                           | 52                           | 35                           | 23                           | 25                           | 135                          |
| Некроситет (англ. Scholomance Academy)                      | Дополнение                   | 6 августа 2020               | Будет выведен в 2022 году                           | 52                           | 35                           | 23                           | 25                           | 135                          |
| Ярмака безумия (англ. Madness at the Darkmoon Faire)        | Дополнение                   | 17 ноября 2020               | Будет выведен в 2022 году                           | 54                           | 32                           | 24                           | 25                           | 135+35                       |
| Закалённые Степями (англ. Forged in the Barrens)            | Дополнение                   | 30 марта 2021                | Будет выведен в 2023 году                           | 54                           | 32                           | 24                           | 25                           | 135+35                       |
| Сплоченные Штормградом (англ. United in Stormwind)          | Дополнение                   | 3 августа 2021               | Будет выведен в 2023 году                           | 54                           | 32                           | 24                           | 25                           | 135+35                       |

### Герои
В игре представлены 11 классов персонажей, имевшихся в World of Warcraft: Wrath of the Lich King. После прохождения режима «Обучения» игроку первым становится доступным класс мага, чьей базовой колодой он сразу может начать участвовать в PvP-режимах игры. Другие 10 классов игрок может сделать доступными после победы над этим классом, управляемым искусственным интеллектом, в режиме «Тренировки». Большинство классов обладают уникальными эффектами классовых карт: так, например, класс чернокнижник обладает уникальной механикой сброса карт из руки, шаман — механикой «перегрузки» (блокирования указанного на карте числа кристаллов маны на следующий ход при розыгрыше сильной карты за меньшую стоимость) и т. д.. Каждый класс представлен одним или несколькими героями из вселенной Warcraft, однако небазовые герои классов недоступны для приобретения за игровую валюту и распространяются только посредством промоакций или через систему микротранзакций.
| Классы и герои в Hearthstone            | Классы и герои в Hearthstone                     | Классы и герои в Hearthstone            | Классы и герои в Hearthstone                      | Классы и герои в Hearthstone | Классы и герои в Hearthstone | Классы и герои в Hearthstone |
| Класс                                   | Цвет класса                                      | Сила героя                              | Герой                                             | Дата введения | Примечания |                              |
| --------------------------------------- | ------------------------------------------------ | --------------------------------------- | ------------------------------------------------- | --- | --- | ---------------------------- |
| Воин (англ. Warrior)                    |                                                  | «Поднять щит!» (англ. Armor Up!)        | Гаррош Адский Крик (англ. Garrosh Hellscream)     | 11 марта 2014 | Базовый герой |                              |
| Воин (англ. Warrior)                    | Магни Бронзобород (англ. Magni Bronzebeard)      | «Поднять щит!» (англ. Armor Up!)        | 16 июня 2015                                      | Герой,был доступен к покупке по системе микротранзакций. | |                              |
| Воин (англ. Warrior)                    | Смертокрыл (англ. Deathwind)                     | «Поднять щит!» (англ. Armor Up!)        | 1 ноября 2019                                     | Продавался в комплекте с мега-предзаказом дополнения «Натиск драконов» | |                              |
| Друид (англ. Druid)                     |                                                  | «Смена облика» (англ. Shapeshift)       | Малфурион Ярость Бури (англ. Malfurion Stormrage) | 11 марта 2014 | Базовый герой |                              |
| Друид (англ. Druid)                     | Лунара (англ. Lunara)                            | «Смена облика» (англ. Shapeshift)       | апрель 2018                                       | Бесплатно распространяется среди игроков в качестве награды за победы в режиме рейтинговой игры.                                                                                               | |                              |
| Друид (англ. Druid)                     | Элиза Звездочёт (англ. Elise Starseeker)         | «Смена облика» (англ. Shapeshift)       | 1 июля 2019                                       | Продавалась в комплекте с мега-предзаказом дополнения «Спасители Ульдума» Необходимо было приобрести предзаказ 80 комплектов дополнения "Спасители Ульдума".                                   | |                              |
| Друид (англ. Druid)                     | Матушка Лещина(англ. Dame Hazelbark)             | «Смена облика» (англ. Shapeshift)       | 3 декабря 2019                                    | Продавалась вместе с пакетом чудес Зимнего Покрова | |                              |
| Жрец (англ. Priest)                     |                                                  | «Малое исцеление» (англ. Lesser Heal)   | Андуин Ринн (англ. Anduin Wrynn)                  | 11 марта 2014 | Базовый герой |                              |
| Жрец (англ. Priest)                     | Тиранда Шелест Ветра (англ. Tyrande Whisperwind) | «Малое исцеление» (англ. Lesser Heal)   | 1 октября 2016                                    | Изначально планировалась в качестве базового героя класса жрецов. Распространяется среди игроков, как часть промоакции сервиса Twitch Prime.                                                   | |                              |
| Жрец (англ. Priest)                     | Мадам Лазул (англ. Madame Lazul)                 | «Малое исцеление» (англ. Lesser Heal)   | 14 марта 2019                                     | Продавалась в комплекте с мега-предзаказом дополнения «Возмездие теней». | |                              |
| Маг (англ. Mage)                        |                                                  | «Вспышка огня» (англ. Fireblast)        | Джайна Праудмур (англ. Jaina Proudmoore)          | 11 марта 2014 | Базовый герой |                              |
| Маг (англ. Mage)                        | Кадгар (англ. Khadgar)                           | «Вспышка огня» (англ. Fireblast)        | 14 апреля 2016                                    | Распространялся в App Store в рамках акции, приуроченной ко Дню Земли (полученная компанией прибыль была перечислена во всемирный фонд дикой природы) которая закончилась 26 апреля 2016 года. | |                              |
| Маг (англ. Mage)                        | Медив (англ. Medivh)                             | «Вспышка огня» (англ. Fireblast)        | 16 июня 2015                                      | Герой, был доступен к покупке по системе микротранзакций. | |                              |
| Охотник (англ. Hunter)                  |                                                  | «Верный выстрел» (англ. Steady Shot)    | Аллерия Ветрокрылая (англ. Alleria Windrunner)    | 16 июня 2015 | Герой, доступный к покупке по системе микротранзакций. |                              |
| Охотник (англ. Hunter)                  | Рексар (англ. Rexxar)                            | «Верный выстрел» (англ. Steady Shot)    | 11 марта 2014                                     | Базовый герой | |                              |
| Охотник (англ. Hunter)                  | Сильвана Ветрокрылая (англ. Sylvanas Windrunner) | «Верный выстрел» (англ. Steady Shot)    | 5 декабря 2019                                    | Герой,был доступен к покупке по системе микротранзакций. | |                              |
| Паладин (англ. Paladin)                 |                                                  | «Подкрепление» (англ. Reinforce)        | Леди Лиадрин (англ. Lady Liadrin)                 | 15 марта 2016 | Распространяется среди игроков как часть новой маркетинговой стратегии World of Warcraft, вызванной рекордным падением числа подписчиков в данной MMORPG Для получения необходимо прокачать любого персонажа до 20 уровня. |                              |
| Паладин (англ. Paladin)                 | Утер Светоносный (англ. Uther the Lightbringer)  | «Подкрепление» (англ. Reinforce)        | 11 марта 2014                                     | Базовый герой | |                              |
| Паладин (англ. Paladin)                 | Принц Артас (англ. Prince Arthas)                | «Подкрепление» (англ. Reinforce)        | 10 августа 2017                                   | Награда за победу над Королём-личом всеми классами. | |                              |
| Паладин (англ. Paladin)                 | Сэр Раздражаль (англ. Sir Annoy-O)               | «Подкрепление» (англ. Reinforce)        | 17 октября 2018                                   | Продавался по акции на тыквовин 2018 года вместе с 20 комплектами дополнения «Ведьмин лес» Купить можно было в период с 17 по 31 октября 2018 года во время проведения Тыквовина.              | |                              |
| Разбойник (англ. Rogue)                 |                                                  | «Мастер клинков» (англ. Dagger Mastery) | Валира Сангвинар (англ. Valeera Sanguinar)        | 11 марта 2014 | Базовый герой |                              |
| Разбойник (англ. Rogue)                 | Майев Песнь Теней (англ. Maiev Shadowsong)       | «Мастер клинков» (англ. Dagger Mastery) | 6 апреля 2017                                     | Бесплатно распространяется среди игроков в качестве награды за победы в режиме рейтинговой игры.                                                                                               | |                              |
| Чернокнижник (англ. Warlock)            |                                                  | «Жизнеотвод» (англ. Life Tap)           | Гул'дан (англ. Gul'dan)                           | 11 марта 2014 | Базовый герой |                              |
| Чернокнижник (англ. Warlock)            | Немси Некропшик (англ. Nemsy Necrofizzle)        | «Жизнеотвод» (англ. Life Tap)           | 18 октября 2017                                   | Бесплатно распространяется среди игроков в качестве награды за участие в товарищеских турнирах Fireside Gathering, проходящих под эгидой Blizzard.                                             | |                              |
| Чернокнижник (англ. Warlock)            | Меха-Джараксус (англ. Mecha-Jaraxxus)            | «Жизнеотвод» (англ. Life Tap)           | 7 августа 2018                                    | Продавался в комплекте с мега-предзаказом дополнения «Проект Бумного дня». | |                              |
| Шаман (англ. Shaman)                    |                                                  | «Призыв тотема» (англ. Totemic Call)    | Оракул Моргл (англ. Morgl the Oracle)             | 12 июля 2016 | Распространяется с целью увеличения притока новых игроков (т. н. маркетинг «из уст в уста»). |                              |
| Шаман (англ. Shaman)                    | Тралл (англ. Thrall)                             | «Призыв тотема» (англ. Totemic Call)    | 11 марта 2014                                     | Базовый герой | |                              |
| Шаман (англ. Shaman)                    | Король Растахан (англ. King Rastakhan)           | «Призыв тотема» (англ. Totemic Call)    | 4 декабря 2018                                    | Продавался в комплекте с предзаказом дополнения «Растахановы игрища». | |                              |
| Шаман (англ. Shaman)                    | Властелин грома (англ. Thunder King)             | «Призыв тотема» (англ. Totemic Call)    | 3 июня 2019                                       | Продавался по акции в комплекте «Masters». | |                              |
| Шаман (англ. Shaman)                    | Леди вайш (англ. Lady Vashj)                     | «Призыв тотема» (англ. Totemic Call)    | 17 марта 2020                                     | Продавалась в комплекте с мега-предзаказом дополнения «Руины Запределья» | |                              |
| Охотник на демонов (англ. Demon Hunter) |                                                  | «Когти демона»(англ. Demon Claws)       | Иллидан Ярость Бури (англ. Illidan Stormrage)     | 17 марта 2020 | Базовый герой |                              |

### Режимы игры
Существует пять режимов игры в Hearthstone.
- Арена (англ. The Arena). Платный PvP-режим. Как и другие платные режимы, «Арена» доступна для покупки по системе микротранзакций или за игровую валюту. При входе в данный режим игроку случайным образом предлагают на выбор три игровых класса; после выбора одного из них игрок формирует колоду из также случайно предложенных карт, доступных в данном режиме[55]. Во время сбора колоды игроку предлагаются на выбор три случайные карты одной редкости, вне зависимости от наличия их в коллекции игрока, из которых он обязан внести в колоду лишь одну. Число одинаковых карт в итоговой колоде не ограничено. После сбора всех тридцати карт система матчмейкинга подбирает игроку противника со схожим балансом побед и поражений, и оппоненты в ходе матча выявляют победителя[56]. Участие в режиме прекращается после поражений в трёх матчах; количество побед ограничено двенадцатью. В зависимости от числа выигранных встреч игрок получает награду, которая может состоять из комплектов карт, отдельных карт произвольной редкости, игровой валюты и магической пыли[57].

Игровой экран в Hearthstone: Heroes of Warcraft.
Матч в режиме «Потасовка» между жрецом и воином.

- Игра (англ. Play). Бесплатный PvP-режим, использующий колоды, составленные из имеющихся в коллекции игрока карт. Различают обычную, рейтинговую игру и дружескую дуэль[58]. В режиме обычной игры игрок проводит случайные матчи, несбалансированные системой матчмейкинга. В режиме дружеской дуэли игрок может организовывать встречи с другими игроками, входящими в его «список друзей». Рейтинговый режим построен с жёсткой системой матчмейкинга, ранжированной по достигнутым рангам. В рейтинговой игре имеется 50 рангов, причём все новички, только пришедшие в игру начинают с 50-го ранга, а все те, кто играл до появления дополнительных рангов, так и остались при них. Для получения более высокого ранга игрок должен накопить необходимое количество «звёзд», выдаваемых за победы над противниками в этом режиме; начиная с 20-го ранга за поражения количество звёзд отнимается[59]. После преодоления первого ранга игрок получает наивысший ранг «Легенда» (англ. Legend) и особую легендарную рубашку карт. Рейтинговый сезон состоит из одного календарного месяца, по итогам которого все достижения в режиме обнуляются и игрок перемещается на более низкий ранг в зависимости от завоёванного в сезоне ранга[14]. Начиная с марта 2018 года, игроки теряют 4 ранга от наивысшего набранного в прошлом сезоне, а каждый ранг состоит из 5 подрангов, именуемых «звёздами»[60]. В рейтинговых играх могут быть использованы карты, входящие в коллекцию игрока, и удовлетворяющие условиям для определённого формата.
  - Вольный формат (англ. Wild format). Разновидность рейтинговой игры, в которой могут принимать участие все карты из коллекции игрока[61].
  - Стандартный формат (англ. Standard format). В стандартном рейтинговом режиме могут принимать участие только карты, выпущенные в зачётный для данного режима период времени, соответствующий внутриигровым годам[61]. Так, зачётными считаются карты, выпущенные в последние два игровых года плюс классическая коллекция, выпущенная в момент выпуска игры[61]. Разделение рейтинговой игры на два формата было анонсировано 11 февраля 2016 года и введено вместе с выходом дополнения «Пробуждение древних богов»[62]. Ежегодно вместе с выходом первого в календарном году дополнения происходит вывод порции карт из стандартного формата. Стандартный и вольный режим имеют разделённую ранговую и рейтинговую систему[61]. Все киберспортивные турниры, проводимые под эгидой Blizzard Entertainment, проходят в стандартном формате[62].
  - Классический формат (более не существует) (англ. Classic format). В классическом формате могут принимать участие только те карты классического и базового наборов, которые были в игре на момент версии 1.0.0.5832, выпущенной в июне 2014 года. Все изменения карт, выпущенные в последующих версиях, в этом режиме отменены. Например карта "Лирой Дженкинс" в этом режиме имеет стоимость в 4 маны, как было в версии 1.0.0.5832, тогда как в остальных форматах и режимах эта карта имеет стоимость в 5 маны.[63]
  - Режим "Твист" (англ. Twist). Разновидность рейтинговой игры, в которой правила меняются каждый сезон (каждый месяц). Пришёл на замену "Классического формата" 1 сентября 2023 года.

- Потасовка (англ. Tavern Brawl). Бесплатный PvP-режим, проходящий по особым правилам. Участие в режиме ограничено временем проведения каждой из «Потасовок»[64]. В зависимости от правил конкретной «Потасовки» в режиме могут использоваться колоды, составленные из карт, содержащихся в коллекции игрока, или заранее подготовленные разработчиками для каждого из классов. Также игра может проходить между боссами режима «Приключений»[65] или совместно двумя игроками против искусственного интеллекта[66]. За первую на неделе победу в режиме игрок получает классический комплект карт[64].
  - Героическая потасовка (англ. Heroic Tavern Brawl). Платный PvP-режим. Как и обычная «Потасовка», проводится в специально отведённые разработчиками сроки[64]. Для участия в «Потасовке» игрок самостоятельно отбирает колоду из имеющихся у него в коллекции карт, доступных для стандартного режима рейтинговой игры, и далее играет по правилам, аналогичным режиму «Арена» (то есть до трёх поражений и не более 12 побед без возможности смены колоды)[67]. Данный тип потасовки был впервые проведён в период с 16 по 19 ноября 2016 года[68].
- Приключения (англ. Solo Adventures). Платный PvE-режим. Приключения в Hearthstone являются типом загружаемого контента и обладают собственной сюжетной линией, следуя которой, игрок должен последовательно уничтожать боссов. За победу над каждым из них игрок получает в коллекцию уникальные карты[69]. В данном режиме существует два уровня сложности: обычный и героический, различающиеся способностями каждого из боссов и силой их карт[70]. В матчах игрок может пользоваться любой собственной колодой, составленной из карт, имеющихся в коллекции. Кроме того, в «Приключениях» существуют «классовые испытания» (англ. Class challenges), в которых игрок использует составленную разработчиками колоду определённого игрового класса для матча с искусственным интеллектом[70]. В награду за прохождение режима на героической сложности игрок получает в награду уникальную рубашку карт[71]. Начиная с 2017 года, выпуск «Приключений» в качестве отдельного загружаемого контента прекращён[48].
- Тренировка (англ. Practice). Бесплатный PvE-режим, в котором матчи проходят против «Хозяина таверны» (англ. Innkeeper). В режиме существует два уровня сложности — обычный (искусственный интеллект использует колоду, составленную только из базовых карт) и экспертный (колода может содержать любые карты)[72].
- Поля сражений (англ. Battlegrounds). Бесплатный PvP-режим, отличительной особенностью которого является наличие сразу 8 игроков в одном лобби. Игровой режим был впервые показан 1 ноября 2019 года на выставке BlizzCon 2019. Как и в обычном режиме, в «Полях сражений» главная цель игрока остаётся прежней: уничтожить героя оппонента и сохранить своего. Однако в данном игровом режиме представлен совершенно другой геймплей, который схож с игровым процессом Dota Auto Chess: игрок не управляет своими персонажами, но может выбирать и покупать их из «общего пула», а также расставлять на своей игровой доске, и они будут сражаться автоматически. В самом начале игрок должен выбрать одного из четырёх ему предложенных героев. Все герои обладают универсальными способностями. Каждый ход игрок увеличивает свой запас монет на 1, до максимально возможных 10, а также восполняет всё потраченное золото. По умолчанию юниты стоят 3 монеты, обновление возможных для покупки существ — 1, а их заморозка — 0. В игре реализована система «уровней таверн». Чем выше уровень таверны игрока, тем лучше юниты, которых он может приобрести. Каждый ход стоимость улучшения таверны уменьшается на 1 монету. Первоначальная цель — свести к нулю здоровье противника, которое по умолчанию равно 40. Урон зависит от уровня таверны игрока и его выживших существ. В данном игровом режиме присутствует своя рейтинговая таблица[73].

## Разработка
Идея создания коллекционной карточной игры зародилась в Blizzard Entertainment ещё в ранние годы существования компании. По воспоминаниям геймдизайнера Криса Метцена, «вся команда в те годы запиралась в офисе поздними ночами не из-за надвигающихся сроков сдачи проектов, а потому что мы все играли в Magic: The Gathering и не хотели останавливаться». Однако в течение долгого времени эта задумка не получала воплощения из-за сосредоточенности разработчиков на основных медиафраншизах — Warcraft, StarCraft и Diablo. Поворотным моментом в приоритетах Blizzard Entertainment стали принципиальные изменения, происходившие на рынке компьютерных игр — а именно коммерческий успех инди-разработок (например, World of Goo и Braid), расширявших границы общепринятых жанров, и появление принципиально новых игровых сервисов для мобильных платформ (Xbox Live, App Store).
После начала разработки проекта Titan в 2008 году в компании также была создана небольшая экспериментальная рабочая группа из 15 человек, получившая название Team 5, которую возглавил Джейсон Чейз. Главными задачами нового подразделения были создание принципиально нового типа продукта, нехарактерного для прежних игр Blizzard, и попытка проникновения на рынки мобильных игровых платформ, набиравшими популярность в то время. В состав рабочей группы были включены как ветераны разработок других проектов компании, так и новые кадры, и за короткий срок её численность увеличилась до 30 человек. Решением президента компании Майкла Морхейма новый продукт должен был стать коллекционной карточной игрой, посвящённой вселенной Warcraft, а также первым полностью free-to-play-проектом Blizzard. По словам Криса Метцена, это решение было связано с серьёзными рисками, по причине слабого на тот момент развития рынка онлайн-игр этого жанра. Первоначально новая игра получила название Warcraft: Legends, которое вскоре было изменено на Hearthstone: Heroes of Warcraft.
Одной из основ для Team 5 стала настольная игра World of Warcraft Trading Card Game, выпускавшаяся по лицензии компаниями Upper Deck и Cryptozoic Entertainment с 2006 года. По примеру этой игры из World of Warcraft была перенята классовая система, таким образом, чтобы сохранить типичные для вселенной характеристические особенности классов. Поскольку с самого начала разработки Hearthstone планировался в качестве онлайн-игры, это позволило учесть как недостатки коллекционных настольных игр этого жанра, так и использовать принципиально новые игровые механики, невозможные для реализации в физическом варианте игры. При этом, по словам геймдизайнера Эрика Доддса, одной из задач было сохранение ощущения настольной карточной игры и основ жанра, которое по задумке должно было привлечь игроков, знакомых с коллекционными карточными играми.
Также одной из ключевых задач при разработке было достижение низкого порога вхождения в игру, за счёт использования наиболее понятных игровых механик и способов развития игрового процесса. Сами механики, по воспоминаниям Эрика Доддса, должны были быть понятны человеку, прежде никогда не видевшего ни Hearthstone, ни какую-либо другую карточную игру. Вследствие этого фокус от создания оригинальных карт был смещён в сторону нахождения максимально интересных и сбалансированных взаимодействий с применением примитивных механик. Сами же свойства карт должны были получать наиболее лаконичные и точные описания для использования удобочитаемых шрифтов во время графической проработки контента.
В 2009 году большая часть сотрудников Team 5 была отправлена в помощь разработчикам StarCraft II: Wings of Liberty, а работу над Hearthstone: Heroes of Warcraft продолжили лишь Эрик Доддс и Бен Броуд. В этот период геймдизайнеры экспериментировали с многочисленными бумажными прототипами для выяснения новых механик и особенностей, которые можно было бы применить в будущей игре. Для ускорения игрового процесса, по сравнению с Magic: The Gathering, число карт в колоде было сокращено с 60 до 30-ти, число копий карт уменьшено с четырёх до двух и исключено восстановление полного запаса здоровья существам при передаче хода. Другая часть команды, задействованная в разработке StarCraft II, перенимала принципы асимметрических особенностей рас, необходимых для балансировки классовой системы Hearthstone. Спустя 11 месяцев к моменту воссоединения Team 5 Доддсом и Броудом был доработан прототип программы в Adobe Flash. По словам продюсера проекта Хэмилтона Чу, игра была фактически готова, и за вычетом некоторых мелочей этот прототип представлял собой ту самую версию игры, что впоследствии была выпущена в 2014 году.
Дальнейшая разработка была направлена на портирование прототипа, созданного Доддсом и Броудом, на игровой движок Unity и создание мультимедийной составляющей игры. Для разработки визуальных образов и принципиального вида игры был приглашён дизайнер Бен Томпсон, перед которым была поставлена задача, чтобы «игра выглядела так же хорошо и эпично, как и сам игровой процесс». Ставка при проработке моделей карт и игрового окружения была сделана на максимальное приближение к физическим объектам и настольным карточным играм, так что весь игровой процесс помещён в «коробку из мира Азерота» с интерактивным игровым полем, необходимым для развлечения игрока во время хода противника. По словам Эрика Доддса, эта идея была позаимствована из настольной игры из фильма «Джуманджи».
Саундтрек к Hearthstone был написан композитором Питером Макконнеллом, основной задачей которого было создание атмосферы таверны, в которой и проистекает игра. Одновременно с этим использованные музыкальные композиции не должны были быть навязчивыми, поэтому Макконнелл принял решение написать фоновое оформление с использованием элементов кельтской музыки и блюз-рока. Композитор отметил, что в тот момент размышлял над идеей «как звучали бы Golden Earring и ZZ Top в переложении на реалии Средних веков». Музыка к трейлеру игры и озвучивание звуковых эффектов легендарных карт были выполнены Джейсоном Хейзом.
Для создания режимов «Обучения» и «Тренировки», а также для выпуска «Приключений», также требовалось разработать искусственный интеллект. Ответственный за эту работу Брайан Шваб поставил собственной целью имитацию игры «среднестатистического игрока». При моделировании искусственного интеллекта Шваб создал систему, по которой компьютер оценивал ситуацию на столе и карты в своей руке, основываясь на эффектах карт и их статических характеристиках, и, исходя из этого, принимал наиболее ресурсоэффективное решение. По словам Эрика Доддса, было принято, что игрок будет стремиться выставить наиболее сильную карту или комбинацию из карт за полную стоимость по кристаллам маны, не придерживая их для долгой игры или будущих более сильных взаимодействий. Также для облегчения входа в игру новичкам были созданы предварительные колоды для каждого из классов и искусственный интеллект для помощи в сборе колод.
По окончании разработки концепта Джейсоном Чейзом были составлены основы бизнес-модели игры. По его воспоминаниям, Hearthstone не имел шансов стать популярной игрой без использования free-to-play ввиду слабого развития жанра в игровой индустрии. В качестве целевой группы при этом рассматривались мужчины в возрасте 21—22-х лет. Глава разработки стремился создать оптимальный баланс между периодами денежных вливаний игрока в игру, чтобы система микротранзакций не выглядела бы «обязательной платой за вход в игру», а при успешной игре часть потребителей могла бы обойтись и вовсе без вложений. Кроме того, маркетологами были составлены программы привлечения игроков для преодоления порога незнакомого большинству потребителей жанра.
В 2012 году Team 5 представила результаты собственной разработки внутри Blizzard Entertainment, которая была встречена с нараставшим ажиотажем. Хэмилтон Чу отмечал, что «даже сотрудники, относившиеся к нашей разработке с нескрываемым скепсисом, уже вскоре сами стали частью негласного „бета-тестирования“ среди персонала компании».
22 марта 2013 года игра была анонсирована Робом Пардо на выставке Penny Arcade Expo в Бостоне, но получила волну неодобрения фанатского сообщества в свой адрес, ожидавшей выхода продолжения серии стратегий Warcraft или полной переработки World of Warcraft. Кроме того, пресса скептически отнеслась к реальным срокам выхода Hearthstone, основываясь на предыдущих выпусках продукции Blizzard Entertainment. Однако уже 17 августа 2013 года было объявлено о начале закрытого бета-тестирования без статуса NDA. По сравнению с альфа-версией из игры было удалено т. н. «кладбище» (англ. graveyard) карт и существ, сыгранных и умерших в игре, поскольку это отражалось на скоротечности игрового процесса. Одновременно с этим разработчики приступили к портированию игры на мобильные платформы.
23 января 2014 года стартовало открытое бета-тестирование для европейского региона, и менее чем через три месяца 11 марта игра была выпущена для PC.

## Пост-релиз и прибыль

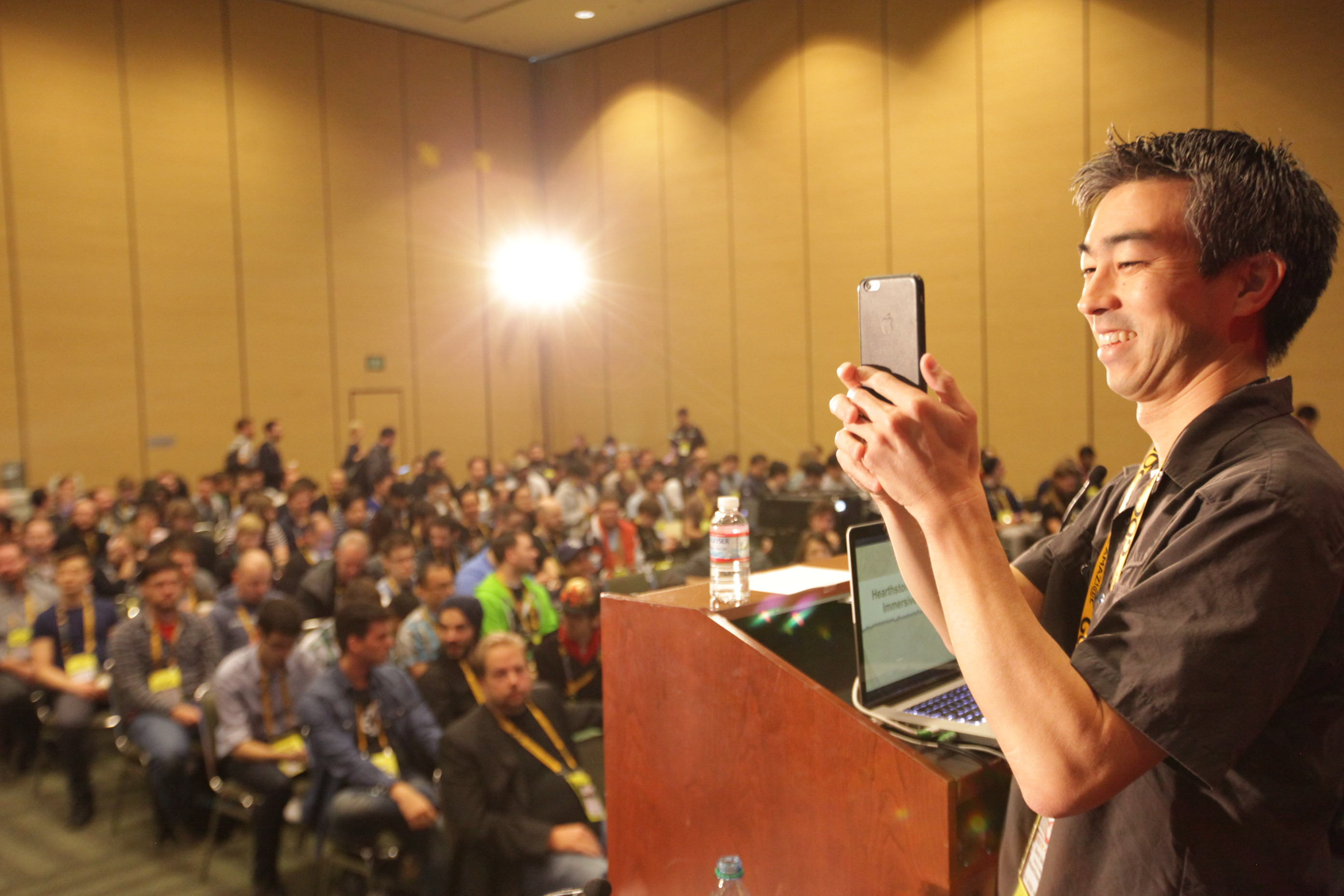
Разработчик интерфейса игры Дерек Сакамото с докладом на конференции GDC 2015 (Сан-Франциско).

2 апреля 2014 года состоялся выпуск Hearthstone: Heroes of Warcraft на платформе iPad для Австралии, Канады и Новой Зеландии, а 16 апреля игра была выпущена на данной платформе и в остальном мире. Уже 16 сентября того же года Blizzard Entertainment объявили о двадцатимиллионном уникальном зарегистрированном пользователе. 14 апреля 2015 года был проведён окончательный выпуск Hearthstone для мобильных платформ iOS и Android, и единовременно игра стала наиболее часто скачиваемым мобильным приложением в 25 странах мира. Уже 5 мая 2015 года разработчики сообщили о преодолении тридцатимиллионного порога пользователей, а день спустя в опубликованном финансовом отчёте Activision Blizzard за первый квартал 2015 года было указано, что Hearthstone и Destiny получили суммарную прибыль около одного миллиарда долларов США без учёта требований GAAP.
В августе 2015 года был опубликован доклад исследовательского агентства SuperData, согласно которому Hearthstone с момента выхода игры на смартфонах увеличил свою ежемесячную прибыль на 31 %. Кроме того, претерпела изменения и структура доходов игры: с начала лета 2015 года прибыль мобильных версий превысила показатели для PC. Наиболее крупным игровым регионом была признана Азия. По данным доклада, доход Hearthstone за 2014 год составил 173 миллиона долларов США. Это позволило опередить на 100 миллионов долларов США Marvel War of Heroes, ближайшего соперника среди онлайн карточных игр, и на 130 миллионов — Magic: The Gathering Online. Аудитория Hearthstone в 2014 году составляла около 8 миллионов игроков на PC и 9 миллионов игроков с мобильных устройств.
После выхода дополнения «Большой турнир» в ноябре 2015 года было объявлено о рекордном квартальном росте прибыли, увеличившемся на 77 % по сравнению с этим же отчётным периодом прошлого года. 6 ноября 2015 года было объявлено об увеличении числа пользователей до 40 миллионов человек. Выпуск приключения «Лига Исследователей» в декабре 2015 года показал увеличение на 20 % спроса на данный вид загружаемого контента по сравнению с другими приключениями; кроме того, в этом месяце был зарегистрирован рекордный уровень единовременной онлайн-активности пользователей.
27 апреля 2016 года число уникальных пользователей превысило 50 миллионов. Также было сообщено о наибольшем показателе участия зарегистрированных игроков в игре: за первый квартал 2016 года было зафиксировано 26 миллионов активных пользователей, что превзошло на 23 % показатели прошлого года, и об увеличении прибыли на 20 %. В отчёте игрового сервиса Overwolf за июнь 2016 года Hearthstone вошёл в тройку наиболее часто играемых игр на PC в Северной Америке и Европе, уступив только League of Legends и Minecraft. 4 августа того же года был обновлён рекорд ежемесячной активности, превысивший 33 миллиона пользователей.

## Оценки критиков
| Сводный рейтинг       | Сводный рейтинг              |
| Агрегатор             | Оценка                       |
| --------------------- | ---------------------------- |
| GameRankings          | (PC) 87,57 % (iOS) 92,50 %   |
| Metagames             | 88 / 100                     |
| Metacritic            | (PC) 88 / 100 (iOS) 93 / 100 |
| MobyRank              | 89 (Windows)                 |
| «Критиканство»        | 89 / 100                     |
| Иноязычные издания    |                              |
| Издание               | Оценка                       |
| Destructoid           | 8 / 10                       |
| Edge                  | 9 / 10                       |
| Eurogamer             | 10 / 10                      |
| Game Informer         | 9 / 10                       |
| GameRevolution        | 4 / 5                        |
| GameSpot              | 8 / 10                       |
| GamesRadar+           | [ 14 ]                       |
| GameStar              | 81 / 100                     |
| GameTrailers          | 9,0 / 10                     |
| GameZone              | 7 / 10                       |
| IGN                   | 9,0 / 10                     |
| PC Gamer (US)         | 80 / 100                     |
| Polygon               | 10 / 10                      |
| The Guardian          | [ 118 ]                      |
| Gameblog              | 8 / 10                       |
| Gamekult              | 8 / 10                       |
| Jeuxvideo.com         | 16 / 20                      |
| Gry-Online            | 8,5 / 10                     |
| Onet.pl               | 8 / 10                       |
| Gamer.nl              | 9 / 10                       |
| 4Players              | 70 / 100                     |
| Русскоязычные издания |                              |
| Издание               | Оценка                       |
| «Игромания»           | 8,5 / 10                     |
| «Игры Mail.ru»        | 9,5 / 10                     |
| Мир фантастики        | 9 / 10                       |
| Ferra.ru              | [ 124 ]                      |
| GameTech              | [ 32 ]                       |

Hearthstone: Heroes of Warcraft сразу же после выхода получил многочисленную прессу и, в целом, был положительно встречен критиками. По данным различных агрегаторов игра получила от 87,5 до 93,0 % положительных отзывов, причём рецензии для платформы iOS содержали более высокие оценки, нежели для PC-версии.
Одним из главных достоинств в большинстве обзоров как русскоязычной, так и зарубежной прессы признаётся предельная простота правил игры и игровых механик. По мнению GameTrailers, на освоение базовых знаний об основных эффектах карт и системе матча среднестатистическому новичку потребовалось бы не более одного часа, благодаря понятному режиму «Обучения». Тем не менее, именно эта простота, по мнению ряда критиков, делает Hearthstone: Heroes of Warcraft весьма посредственной игрой для всего жанра коллекционных карточных игр, поскольку в нём не было применено ни одно принципиально новое решение, существенное для этой игровой ниши. Алекс Херн из The Guardian, отмечая этот недостаток и проводя аналогию с Magic: The Gathering, признаёт, что с другой стороны именно этот аспект мог стать привлекательным для активных игроков конкурентов Hearthstone по жанру и поспособствовать скорейшему их вливанию в игру. По мнению же Game Informer и Game Revolution, все использованные в Hearthstone упрощения выливались в общее снижение порога вхождения новичков, дававшее игре большой потенциал привлечения абсолютно новых игроков, ранее не увлекавшихся жанром, что способно было привести к выходу коллекционных карточных игр из стези «гик-культуры» в подлинно массовое увлечение (аналогично влиянию World of Warcraft на MMORPG).
Немаловажным аспектом, по мнению критиков, являлась основа Hearthstone на вселенной Warcraft, что должно было обеспечить приток фанатской базы в новую игру. Как отмечал французский портал Jeuxvideo.com, такой базис являлся обширным полем поиска концептов новых карт для будущих дополнений. Привлекательными для поклонников игровой вселенной, по мнению PC Gamer и GameSpot, должны были стать выстроенная классовая система и озвучивание отдельных персонажей, копировавшие существовавшие в World of Warcraft на момент выпуска этой ролевой игры. Тем не менее, ряд изданий, как, например, немецкий журнал 4Players, указывали, что концепция Warcraft в данном случае являлся лишь «ширмой», необходимой для создания карт, а сама же игровая вселенная не была полноценно раскрыта на момент выпуска Hearthstone. Джейк Валентайн из GameZone, и вовсе, сетовал на неподготовленность, на его взгляд, «классической аудитории продукции Blizzard» к играм подобной направленности в принципе, выражавшуюся в малом количестве сторонних веб-сайтов, посвящённых игре, на момент начала открытого бета-тестирования. Однако представленная в игре система жёсткого разделения большей части карт между классами подверглась критике со стороны журнала «Игромания» за сознательное уменьшение числа возможных игровых стратегий. Кроме того, обозреватель The Guardian назвал упущением отсутствие значимого внутриигрового развития персонажа посредством механизма усиления карт с ростом уровня (в отличие, например, от представленного позже в The Elder Scrolls: Legends).
Также в качестве сильных сторон самой игры в рецензиях указывалась и роль компании-разработчика. The Guardian в своём обзоре признавало данный фактор ключевым к возможному коммерческому успеху игры, так как «без участия этого бренда и привязки к популярнейшему игровому сервису Battle.net Hearthstone: Heroes of Warcraft был бы очередной заурядной игрой этого жанра». Также использование Battle.net, по мнению GameStar и Onet.pl, также привело к выработке сбалансированного матчмейкинга. В качестве одного из существенных минусов для Hearthstone, как коллекционной карточной игры, рецензенты выделяли малое количество карт на момент выпуска после бета-тестирования, причём журналом «Игромания» вовсе высказывались сомнения в способности Blizzard систематически пополнять игру нововведениями из-за нетипичной сферы деятельности для компании и ввиду общего скепсиса, вызванного аналогиями с режимом выпуска дополнений World of Warcraft. Однако в большей части обзоров, напротив, подчёркивалась вовлечённость разработчиков в своевременное нахождение оптимальных решений по желаниям игроков и балансировке карт, продемонстрированная ими на всём протяжении бета-тестирования.
По причине достигнутого баланса карт очередным преимуществом в глазах критиков представлялась вариативность тактик, среди которых игрок мог найти подходящую именно ему по стилю и манере игры. Однако ряд изданий, такие как «Игромания», Gamekult, 4Players, отмечали, что в режиме рейтинговой игры оригинальность собранной колоды является зачастую её минусом, поскольку Hearthstone построен по принципу извлечения максимальной выгоды из свойств карт и их синергии с учётом требований сложившейся иерархической системы внутри игры, что де-факто отметает реальную вариативность и вынуждает игроков копировать наиболее успешные колоды, собранные лучшими игроками.
К другим существенным недостаткам основного соревновательного режима рейтинговой игры журнал «Игромания» отнёс отсутствие достижений за достигнутый ранг по итогам сезона и постепенное снижение мотивации постоянного участия в нём игроков среднего и выше среднего уровня по причине появления рутинности в игре различных игровых архетипов. Совершенно иначе был воспринят рецензентами режим «Арены»: он получил положительные отзывы за свою реальную вариативность, уравнительную политику между новичками и давнишними игроками, а также как один из вариантов реализации free-to-play модели внутриигровой экономики. Наличие режима «Тренировка» не нашло отклика у критиков сразу по нескольким причинам: во-первых, уровень проработки искусственного интеллекта был признан крайне слабым, во-вторых, режим всё равно требовал соединения с интернетом для загрузки данных игрока с сервиса Battle.net, и в таких условиях он проигрывал конкуренцию матчам с реальными противниками. В целом, пресса отмечала общую скудность числа режимов игры и отсутствие полноценного турнирного режима, доступного для участия средним игрокам.
Наиболее спорным решением с точки зрения игрового дизайна стало появление большого количества случайных эффектов в Hearthstone. Часть критиков, такие как PC Gamer и IGN, пришла к выводу, что это снижает соревновательность, нивелируя разницу в уровне игры оппонентов, другая же (GameStar, Ferra.ru) — напротив, что текущий уровень непредсказуемости вполне достаточен и привносит толику развлекательной составляющей. С другой стороны, наличие фактора случайности в системе покупки комплектов карт было положительно встречено критиками, как дополнительная возможность «играть, не вкладывая ни единого цента», что, однако, в глазах обозревателей The Guardian и GameZone обесценивало всю игровую систему микротранзакций.
Тем не менее, free-to-play-модель Hearthstone была признана большинством зарубежных рецензентов несомненным плюсом всей игры, поскольку все встроенные ресурсы были доступны к получению через игровое золото или магическую пыль, а вложение реальных денежных средств лишь ускоряло их получение. Рецензенты, проводившие тесные параллели с Magic: The Gathering, отрицательно восприняли отсутствие обмена карт между игроками, привычного для игроков настольных коллекционных карточных игр. По мнению журнала «Игромания» разделение карт по стоимости в зависимости от их силы было выполнено вполне сбалансировано, и способно потворствовать планомерному росту опыта игроков и их коллекции карт для соревновательных игр. Однако другие издания из Восточной Европы (GameTech, Ferra.ru, Onet.pl) сочли данную систему довольно навязчивой, приняв, что сила отдельных карт в большинстве случаев более существенна, чем мастерство конкретного игрока. Бен Пэк из Destructoid также подчеркнул, что в игре полностью отсутствует полноценное объяснение всех аспектов создания карт игроком из магической пыли (большую часть из которых можно выявить только опытным путём). Также IGN отмечало отсутствие способов траты избытков игровой валюты.
Одним из недостатков игры, отмеченным большинством критиков, стало отсутствие режима просмотра матчей друзей, повтора собственных встреч и приемлемой игровой статистики, необходимых для анализа собственной игры. Из всего перечисленного в игру в дальнейшем был введён лишь режим просмотра матчей во время выхода дополнения «Гоблины и гномы».
Аудиовизуальная составляющая игры была встречена обозревателями положительно: в особенности, отмечалось введение интерактивного игрового поля, способного развлечь игрока во время хода противника, и применение полноценной анимации эффектов при сохранении графической производительности. Управление игровым процессом было признано в обзорах GameStar и 4Players «интуитивно понятным и оптимизированным», причём, обозреватель IGN Джастин Дейвис подметил большую значимость полного отслеживания всех перемещений курсора оппонента, способного лечь в основу гипотез о наличии тех или иных карт в его руке и принятии соответствующих решений, влияющих на ход встречи. Также в GameStar сочли недостатком полное отсутствие сюжета в игре, даже на стадии «Обучения», заполненной комическими сценками.
В обзорах Hearthstone: Heroes of Warcraft подчёркивался полноценный кроссплатформенный характер игры, способной посредством Battle.net менять игровое устройство без потери функциональности. Также значимым для мобильных платформ представлялся динамичный и скоротечный геймплей, позволявший «точно успеть провести пару поединков за обеденный перерыв». Этот же фактор был расценён журналом «Игромания» как важная составляющая зрелищности игры, необходимой для возможного её становления в качестве киберспортивной дисциплины. Ограниченное число реплик героев было воспринято как противодействие возможным оскорблениям.
В целом, Hearthstone: Heroes of Warcraft был воспринят, как наиболее вероятный кандидат на роль первой киберспортивной игры из своего жанра, способный вывести его на принципиально новый уровень зрительского интереса.

### Награды
Hearthstone: Heroes of Warcraft за полноценную кроссплатформенность и особенности геймплея неоднократно признавался лучшей мобильной игрой в 2014 и 2015 году по версиям различных обозревателей. В этой же категории Hearthstone победил на ежегодных церемониях The Game Awards 2014, DICE Awards и Golden Joystick Awards. Также игра номинировалась на звание «Игра года» по версии The Game Awards и Golden Joystick Awards, но уступила Dragon Age: Inquisition и Dark Souls II, соответственно.
По итогам 2014 года Hearthstone был признан лучшей многопользовательской онлайн-игрой на церемониях Deutscher Computerspielpreis 2015, BAFTA Games Awards и Golden Joystick Awards, опередив Call of Duty: Advanced Warfare и Grand Theft Auto V. На конференции Game Developers игра была отмечена премией за «Лучший дизайн». По версиям IGN и DICE Awards Hearthstone удостоился звания «лучшей стратегической игры» за 2014 год. По итогам 2015 года игра была номинирована в категории «Лучшая киберспортивная игра» на The Game Awards 2015, но уступила Counter-Strike: Global Offensive.
Hearthstone: Heroes of Warcraft включался во многие списки лучших игр 2014 года по версиям журналов New York Daily News, Time, Wired, веб-сайтов VG247 и Kotaku. Обозревателями журнала Forbes Hearthstone был выбран лучшей игрой 2014 года. По версиям Yahoo! и USA Today игра была отмечена в списках лучших мобильных приложений 2014 года.
| 2014 | GameSpot Game of The Year 2014    | Лучшая мобильная игра                           | Победа    | [ 127 ] |
| 2014 | Golden Joystick Awards            | Игра года                                       | Номинация | [ 129 ] |
| 2014 | Golden Joystick Awards            | Лучшая мобильная игра                           | Победа    | [ 129 ] |
| 2014 | Golden Joystick Awards            | Лучшая онлайн-игра                              | Победа    | [ 129 ] |
| 2014 | IGN Best of 2014                  | Игра года                                       | Номинация | [ 142 ] |
| 2014 | IGN Best of 2014                  | Лучшая мобильная игра                           | Победа    | [ 128 ] |
| 2014 | IGN Best of 2014                  | Лучшая стратегия                                | Победа    | [ 132 ] |
| 2014 | The Game Awards 2014              | Лучшая игра                                     | Номинация | [ 17 ]  |
| 2014 | The Game Awards 2014              | Лучшая мобильная / портативная игра             | Победа    | [ 17 ]  |
| 2015 | BAFTA Games Awards                | Лучшая многопользовательская онлайн-игра        | Победа    | [ 19 ]  |
| 2015 | Deutscher Computerspielpreis 2015 | Лучшая международная многопользовательская игра | Победа    | [ 130 ] |
| 2015 | DICE Awards                       | Лучшая мобильная / портативная игра             | Победа    | [ 18 ]  |
| 2015 | DICE Awards                       | Лучшая стратегическая / симуляторная игра       | Победа    | [ 18 ]  |
| 2015 | Game Developers Choice Awards     | Лучший дизайн                                   | Победа    | [ 131 ] |
| 2015 | The Game Awards 2015              | Лучшая киберспортивная игра                     | Номинация | [ 133 ] |

## Дополнения
До апреля 2017 года в Hearthstone регулярно поочерёдно выпускалось два типа загружаемого контента: приключения (англ. Adventures) и дополнения (англ. Expansions). Дополнения содержат большое число карт, распространяемые в отдельных от других дополнений комплектах. После вывода карт дополнений из стандартного режима в вольный их продажа через игровой магазин прекращалась, а сами карты становились возможными заполучить, лишь создав их из магической пыли до определённого момента,а затем разработчики стали активно поддерживать вольный формат,и теперь все предыдущие дополнения и приключения доступны для покупки в магазине за золото или за реальные деньги.
Каждое из приключений состояло из нескольких разделов (т. н. «крыльев» (англ. Wings)), выпускаемых разработчиками последовательно в течение нескольких недель. Каждый из разделов мог быть приобретён игроком по отдельности за игровую валюту, но единовременная покупка всех разделов была доступна исключительно через систему микроплатежей. За прохождение каждого крыла на обычном уровне сложности игроку выдавалась карта легендарной редкости. В один календарный год происходит три выхода новых карт представленными способами, причём выпуск дополнений до начала 2017 года чередовался с выпуском приключений, однако после наступления очередного внутриигрового года порядок выхода был нарушен, и было объявлено о прекращении выпуска режима приключений. Однако, позже разработчики выпустили несколько приключений, но уже без добавления в них новых карт, вместо карт в них содержатся различные награды, такие как комплекты карт, рубашки, герои и т.д.

## Киберспортивная дисциплина

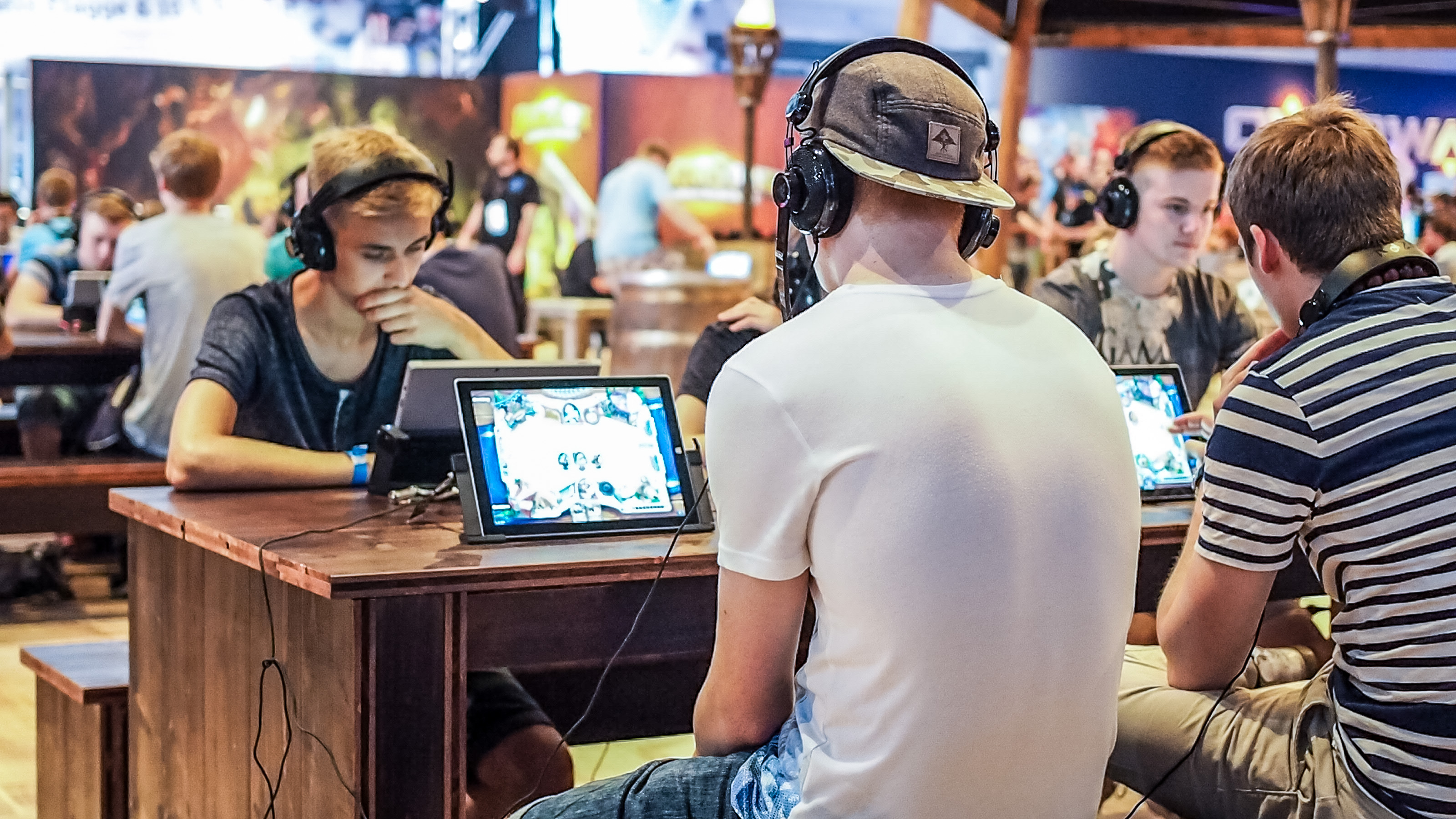
Турнир по Hearthstone: Heroes of Warcraft на Gamescom 2015 (Кёльн).

Первый турнир по Hearthstone: Heroes of Warcraft под названием «Innkeeper’s Invitational» был проведён на ярмарке BlizzCon 9 и 10 ноября 2013 года ещё во время нахождения игры на стадии закрытого бета-тестирования. Для участия в нём организаторы отобрали 8 наиболее популярных североамериканских стримеров продукции Blizzard, успевших опробовать себя в Hearthstone (как, например, Байрон «Reckful» Бернстайн и Джеффри «Trump» Ши). Каждый из игроков должен был составить для трёх произвольных классов по одной колоде на турнир и одержать ими три победы в серии над противником; причём проигравшая один раз колода становилась недоступной. Турнирная сетка была составлена по итогам жеребьёвки и начиналась сразу же с 1/4 финала плей-офф. В финальном матче первенства победу одержал Дэн «Artosis» Стемкоски, обыграв со счётом 3-2 по партиям канадца Октавиана «Kripp» Моросана, за что был удостоен почётного титула «Гроссмейстер Очага» (англ. Grandmaster of the Hearth).
После официального выхода игры в марте 2014 года турниры по Hearthstone были проведены на ежегодной выставке EGX, серии Intel Extreme Masters и финале DreamHack, а также множество небольших турниров, большая часть из которых приглашала участников по системе уайлд-кард без предварительной квалификации. За основу в них был положен принцип, применённый на «Innkeeper’s Invitational», то есть предварительный сбор определённого числа колод без возможности изменить или сменить их по ходу первенства, но, в отличие от стартовых соревнований, добавлялась возможность исключить по выбору на всю серию одну из колод противника. В дальнейшем именно такой свод правил получил повсеместное распространение и был применён на турнирах, проходивших под эгидой Blizzard Entertainment.
В июне 2014 года на финском квалификационном турнире к чемпионату мира по киберспорту, прошедшем в Баку в ноябре того же года, разгорелся скандал, вызванный запретом к участию женщинам по причине «желания сохранить традиционное спортивное разделение турниров между полами». После переговоров с Blizzard Международная федерация киберспорта отменила гендерное разделение во всех соревнованиях по различным дисциплинам под своей эгидой.
Всего в 2014 году было проведено 52 турнира с призовым фондом более 1000 долларов США, всего же в качестве призовых на всех соревнованиях было потрачено более 1 миллиона долларов. По итогам года 15 игроков смогли за счёт выигранных средств уложиться в минимальный размер оплаты труда США без учёта заработка от стримерской деятельности. С начала 2015 года правила проведения матчей на крупных турнирах претерпели изменения: с этого момента из серии выбывала не проигравшая, а победившая в одном матче колода.
В турнирах Hearthstone принимали участие игроки профессиональных киберспортивных клубов Virtus.pro, Natus Vincere, Millenium, G2 Esports, NRG eSports, Team Liquid и других. По итогам 2017 года призовой фонд соревнований по Hearthstone, проводимых только под эгидой Blizzard, превысит 2 миллиона долларов США.
Существует определённая критика Hearthstone как киберспортивной дисциплины из-за серьёзного влияния фактора случайных эффектов карт на победу или поражение в матчах. Немецкий профессиональный игрок Адриан «Lifecoach» Кой также высказывал претензии к игре по причине излишней простоты и нетребовательности к умениям игроков.

### Чемпионат мира

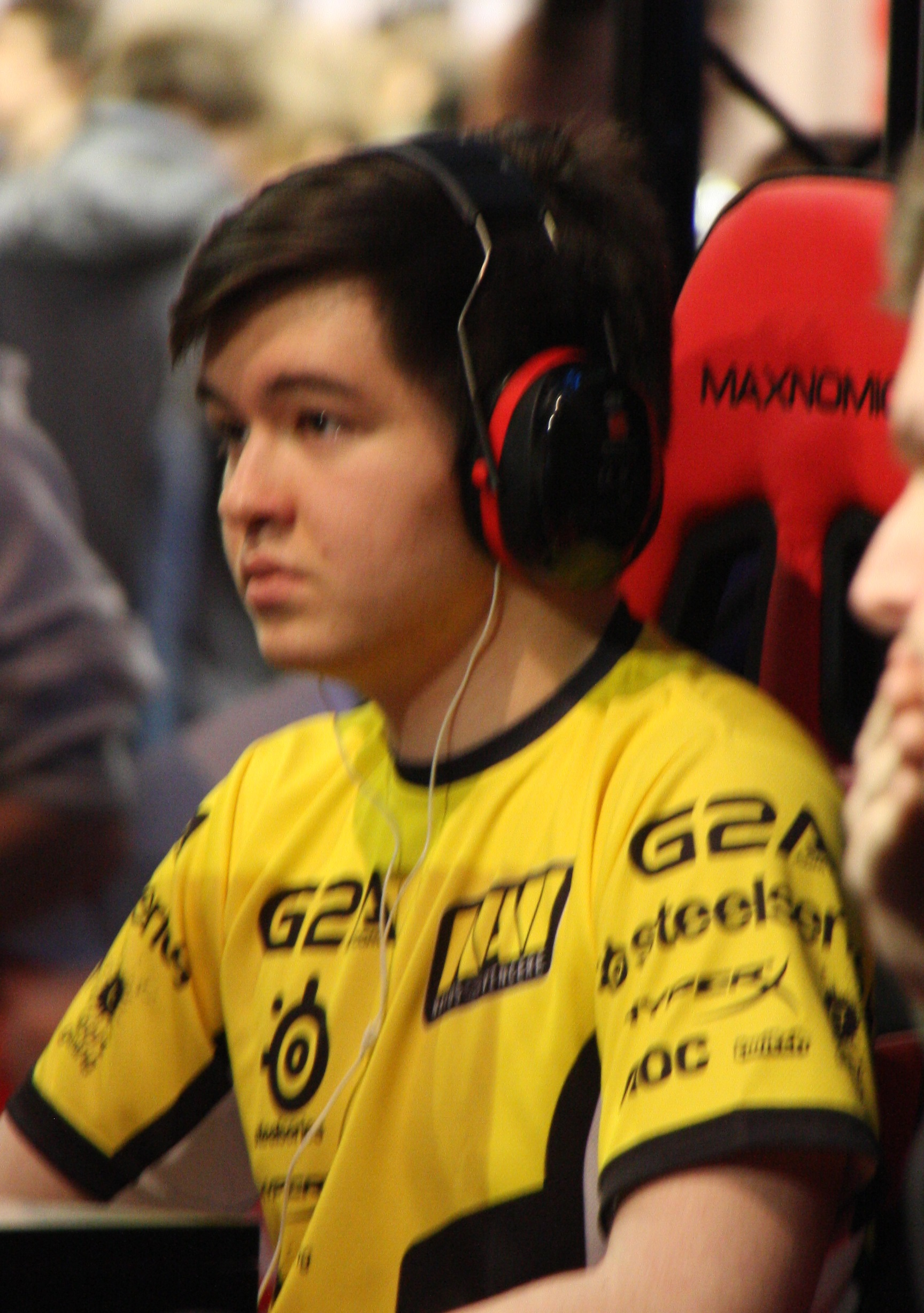
Себастиан «Ostkaka» Энгвалль — чемпион мира 2015 года.

Начиная с 2014 года Blizzard Entertainment организует ежегодный чемпионат мира по Hearthstone.
В апреле 2014 года, уже через месяц после официального выпуска игры, было анонсировано о проведении первого такого турнира на ежегодной ярмарке BlizzCon с общим призовым фондом в 250 тысяч долларов США. Отборочные турниры были разделены по четырём игровым регионам: Европа, Китай, Корея/Тайвань и Америка, включавшая в себя в тот год всех азиатских игроков, не попавших в прочие регионы (в дальнейшем они были объединены с регионом Корея/Тайвань в новый регион Азия). До участия в квалификационных соревнованиях, носивших в Европе, Америке и Китае название «Last Call», допускались игроки-победители зачётных сезонов рейтингового режима игры, а также турниров с общим призовым фондом не менее 10 тысяч долларов и турниров, получивших квалификационную лицензию Blizzard. В рамках «Last Call» отобранные игроки участвовали в разделённом на два этапа турнире, по итогам которого 4 игрока от каждого региона получали право на участие в чемпионате мира. Финал турнира был проведён с 6 по 7 ноября 2014 года по правилам, использованным годом ранее на «Innkeeper’s Invitational». Победителем турнира стал американец Джеймс «Firebat» Костесич, обыгравший в финальном матче китайца Вана «TiddlerCelestial» Сеюя одной колодой друида со счётом 3-0.
Для отбора на турнир 2015 года была введена система квалификационных очков, складывавшихся из показателей игрока в режиме рейтинговой игры и побед на турнирах. Победителем чемпионата того года стал шведский игрок Себастиан «Ostkaka» Энгвалль. В 2016 году правила турнира были изменены: отныне он проводился в серии не до трёх, а до четырёх побед, и для квалификации на BlizzCon было необходимо одержать победу на одном из четырёх предварительных турниров, проводимых раз в 3 месяца Blizzard Entertainment. В финале, прошедшем 5 ноября 2016 года, победу одержал россиянин Павел «Pavel» Бельтюков, обыгравший со счётом 4-2 украинца Артёма «DrHippi» Кравца и получивший 250 тысяч долларов призовых. Тем не менее, сам турнир 2016 года был подвергнут критике со стороны ряда зрителей по причине изобилия случайных эффектов карт, сказывавшихся на судьбе как отдельных матчей, так и серий.
По причине ввода стандартного режима рейтинговой игры Blizzard Entertainment приняла решение с 2017 года проводить чемпионат мира строго в соответствии с внутриигровыми годами — таким образом, чемпионат мира 2017 года состоялся в январе 2018 года перед выводом очередных карт из соревновательного пула и не был представлен на BlizzCon 2017.
В 2019 году титул чемпиона получила Сяомэн «Liooon» Ли, став первой женщиной, выигравшей крупный турнир по Hearthstone, а также первой женщиной, взявшей чемпионство на BlizzCon по какой-либо дисциплине.
| Призёры чемпионатов мира по Hearthstone | Призёры чемпионатов мира по Hearthstone | Призёры чемпионатов мира по Hearthstone | Призёры чемпионатов мира по Hearthstone | Призёры чемпионатов мира по Hearthstone | Призёры чемпионатов мира по Hearthstone |
| --------------------------------------- | --------------------------------------- | --------------------------------------- | --------------------------------------- | --------------------------------------- | --------------------------------------- |
| Год                                     | 1-е место                               | 2-е место                               | 3-4-е место                             | Ссылка                                  |                                         |
| 2014                                    | Джеймс Костесич («Firebat»)             | Ван Сеюй («TiddlerCelestial»)           | Дэниел Икута («DTwo»)                   | [ 174 ]                                 |                                         |
| 2014                                    | Джеймс Костесич («Firebat»)             | Ван Сеюй («TiddlerCelestial»)           | Пэк Хак Джун («Kranich»)                | [ 174 ]                                 |                                         |
| 2015                                    | Себастиан Энгвалль («Ostkaka»)          | Дилан Маллинз («Hotform»)               | Юитиро Сато («Kno»)                     | [ 176 ]                                 |                                         |
| 2015                                    | Себастиан Энгвалль («Ostkaka»)          | Дилан Маллинз («Hotform»)               | Тейс Молендейк («ThijsNL»)              | [ 176 ]                                 |                                         |
| 2016                                    | Павел Бельтюков («Pavel»)               | Артём Кравец («DrHippi»)                | Ким Чхон Су («Che0nsu»)                 | [ 178 ]                                 |                                         |
| 2016                                    | Павел Бельтюков («Pavel»)               | Артём Кравец («DrHippi»)                | Джейсон Чжоу («Jasonzhou»)              | [ 178 ]                                 |                                         |
| 2017                                    | Чэнь Вэйлинь («tom60229»)               | Фрэнк Чжан («Fr0zen»)                   | Ким Чун Су («Surrender»)                | [ 184 ]                                 |                                         |
| 2017                                    | Чэнь Вэйлинь («tom60229»)               | Фрэнк Чжан («Fr0zen»)                   | Джейсон Чжоу («Jasonzhou»)              | [ 184 ]                                 |                                         |
| 2018/2019                               | Каспер Нотто («Hunterace»)              | Торбен Валь («Viper»)                   | Гуань Чжэньдун («Jing»)                 | [ 185 ]                                 |                                         |
| 2018/2019                               | Каспер Нотто («Hunterace»)              | Торбен Валь («Viper»)                   | Рафаэль Пельцер («BunnyHoppor»)         | [ 185 ]                                 |                                         |